# リヴァーベンド
リヴァーベンドは、2003年8月17日に開設されたブログ『バグダード・バーニング』（『バグダッド炎上 リヴァーベンドの日記』）執筆者のハンドル（いわゆるペンネーム）である。ボランティアによる日本語のブログと出版では、リバーベンドと表記される。米国によるイラク戦争とイラク政策を強く批判している。2007年に宗派間の暴力が激しくなるイラクを離れ、隣国シリアに移住した。しかし、そのシリアでも紛争が始まり、別のアラブ諸国に移住。2013年４月９日の投稿を最後にブログの更新は止まっており、現在の消息は不明である。

## 基本情報
著者リヴァーベンドはブログの目的や性格などから、個人の特定を避けるため具体的な身分や氏名、年齢などの基本情報は伏せている。とはいうものの、ブログの記述から、バグダード北部在住のスンナ派に属する中産階級家庭で両親と兄弟とともに暮らす若い未婚女性で、イラク戦争前にはコンピュータ・プログラマとして生計を立てたと推定されている。また、英語慣用表現を駆使した文体から、西欧的教育で育ったとも推定されている。
戦争・政治・統治などイラク戦争下の被害、周りの人々の心情、人々の生活などを現地の宗教や習慣などについて外部の人にわかりやすい説明を織り込みつつ、ほぼリアルタイムで克明に描かれた証言として、読者からは少なからず評価を受けている。
スンナ派ムスリムであるが、決してスンナ派シャリーアに基づく神権政治は望んでおらず、シーア派やキリスト教徒との共存に基づく宗教多元主義のイラクを理想としているリベラルなムスリムである。そのためブログではたびたびシーア派、スンナ派などの原理主義者や過激派を厳しく批判している。またサッダーム政権は『米軍の占領よりはまし』としているが、肯定しているわけではない。

## 出版

### 日本
日本では、ボランティアの個人やグループによって日本語への翻訳作業が行われてきた。あるグループは出版社へ出版をもちかけたが、リヴァーベンドが実在の人物である確証がないという理由で出版社は難色を示した。
「リバーベンド・プロジェクト」(当時) が2003年末に日本語翻訳版のウェブサイトを立ち上げ、翌年2004年1月頃より読者が少しずつ増加。マスコミや出版社から注目されて問い合わせを受け、またインターネット上の読者が自身のブログに引用したり感想を書いたりした結果、知名度はさらに上昇。
出版社アートンがこれらの事情を汲み、実在の人物であるか否かより緊急出版すべきだと判断し、翻訳の一部を元にして書籍としての出版が実現している。
"Baghdad Burning" の翻訳作業は、部分訳も含めると複数の個人およびグループが行っており、一部は書籍やウェブサイトで読むことができる (「文献」、「外部リンク」参照)。

### 欧米
英語版『バグダッド・バーニング』は2005年4月にニューヨークのフェミニスト・プレス（The Feminist Press at the City University of New York）から刊行。
次いで2005年6月にロンドンのマリオン・ボイヤーズ・パブリシャーズ（Marion Boyars Publishers）から刊行され、2005年10月に国際的ルポルタージュ文学に授与されるユリシーズ賞（The Lettre Ulysses Award for the Art of Reportage）を受賞して、賞金2万ユーロを獲得した。
さらに2004年10月3日から2006年3月28日のブログを収録した『Baghdad Burning II』が、2006年9月にフェミニスト・プレス社（米）、マリオン・ボイヤーズ社（英）から刊行された。
さらに2006年3月中旬、ブログの賞ブロッギーズ (Bloggies) の「アフリカと中東の部門」 (Best African or Middle Eastern Weblog) でのウェブログ賞を獲得した。次いで2006年3月末、英国放送協会BBCフォー (BBC FOUR) のノンフィクションに与えられるサミュエル・ジョンソン賞 (BBC Four's Samuel Johnson Prize) のノミネート作品に選ばれている。

## 文献

### 著作
- 『バグダッド・バーニング　イラク女性の占領下日記』（リバーベンドプロジェクト訳）アートン、2004年7月31日、ISBN 4901006754
- 『いま、イラクを生きる　バグダッド・バーニング2』（リバーベンドブログ翻訳チーム訳）アートン、2006年7月、ISBN 4861930227
- Baghdad Burning: Girl Blog from Iraq, The Feminist Press at the City University of New York, 15 April 2005, ISBN 1558614893
- Baghdad Burning. Girl Blog from Iraq, Marion Boyars Publishers, 13 June 2005, ISBN 0714531189
- Baghdad Burning II:More Girl Blog From Iraq, The Feminist Press at the City University of New York,September 1, 2006 ISBN 978-1-55861-529-8
- Baghdad Burning Volume 2:More Girl Blog From Iraq, Marion Boyars Publishers, 8 September 2006 ISBN 9780714531335